# むねあつ
『むねあつ』は、村岡ユウによる日本の漫画作品。山口県岩国市を舞台にした高校柔道漫画で、『ビッグコミックスピリッツ』（小学館）にて2012年19号より同年28号まで連載された。

## ストーリー
舞台は山口県岩国市。山口県立錦山高等学校。弱小柔道部のキャプテンで高2の正宗淳は、気の合う仲間と青春柔道生活を満喫していた。が、彼が想いを寄せる同級生、藍川小春に、東京からやってきたイケメン・秀才・運動神経抜群のパーフェクト転校生、桐島篤が急接近。落ち込む正宗の元へ、桐島が柔道部に入部したいと、小春を連れてやってきた。

## 登場人物
正宗淳（まさむね あつし）
主人公。柔道部キャプテン。高校2年生。苦学生で家計を助けるために新聞配達をしており、携帯電話を所有しておらず、柔道部でも1人継ぎ接ぎの柔道着を着用している。正義感が強く、前向きな性格だが、頑固な面が玉に瑕。桐島に敗れ、一ノ瀬にも負けてしまうが、藍川との秘密特訓で腕を上げる。桐島との再戦では一本背負いを決めるものの、時間切れだったために引き分けに終わる。
藍川小春（あいかわ こはる）
正宗の想い人。正宗に興味を持ち、美術部に所属していた経験から、正宗のフォームを指摘し、正宗の特訓相手も務める。
桐島篤（きりしま あつし）
親の会社が地方進出で東京から山口県岩国市へ来た転校生。裕福な家庭、頭脳明晰、運動神経抜群、社交性もあり、女子生徒に人気者のイケメン。ただし、トマトは苦手としている。藍川へ積極的にアプローチをする。
佐武昇（さたけ のぼる）
柔道部副キャプテン。つながり眉毛、口髭、たらこ唇。正宗との付き合いは長く、良き理解者。
恵比寿五郎（えびす ごろう）
身長191センチメートルの巨漢。部で一番強い。正宗と桐島の再戦時には新庄に審判を頼んだ。
一ノ瀬修（いちのせ しゅう）
小柄な眼鏡の柔道部員。東大を狙える秀才。中学時代にカツアゲに遭った際に正宗と出会い、金を取り返そうと不良たちに挑んで返り討ちに遭いながらも前向きな正宗に惹かれ、高校入学後、正宗が所属する柔道部に入部した。高校から柔道を始めたため、部では正宗より弱いと思われていたが、実際は正宗に遠慮して実力を隠していただけであった。
反町仁（そりまち じん）
柔道部員。剃りこみの入ったヤンキー気質。
野々村（ののむら）
藍川の友人。愛称はタマちゃん。桐島を好いており、正宗のことは桐島との対戦で失禁してしまったり、負けた悔しさで泣き出した姿を見たことから、「泣き虫な男の子は嫌い」と称し、快く思っていない。
新庄（しんじょう）
放任主義の柔道部顧問。世界史の担当。高校時代は野球部に所属しており、レギュラー獲得を目指していたが、レギュラーにはなれなかった。自身の経験から、正宗を愚かしく思っていたが、藍川の怒りや桐島との再戦で流血しながらも諦めない正宗の姿勢に、かつての自分を思い出し、正宗にぶっきらぼうながらもエールを送る。
石松（いしまつ）
柔道部の前キャプテンであるOB。努力し続けている正宗に、自分では果たせなかった報われる努力を果たしてほしい一心で、正宗をキャプテンに任命した。トレーニング用の人形には彼の似顔絵が書かれている。

## 書誌情報
- 村岡ユウ 『むねあつ』小学館〈ビッグコミックス〉、2012年8月30日発売、ISBN 978-4-09-184650-1